# Clodt von Jürgensburg

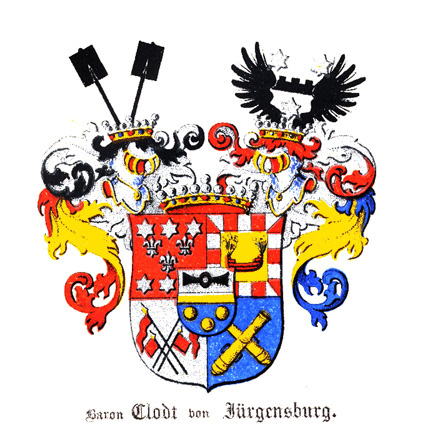
Escudo de Armas de Clodts von Jürgensburg

Los barones Clodt von Jürgensburg (o Klodt; ruso:Клодт фон-Юренсбург) fueron una familia alemana-rusa. Muchos de sus miembros fueron destacados artistas. Entre los miembros de la familia cabe destacar:
- Karl Clodt von Jürgensburg (Karl-Gustav) (1765-1822) - coronel, desde 1806, participante en la Guerra Patriótica de 1812;
- Barón Gustaf Adolf Clodt (1692-1738), hijo de Johan Adolf Clodt
- Barón Johan Adolf Clodt von Jurgensburg
- Vladimir Clodt (1803-1882), profesor de matemáticas y general, jefe de departamento de dibujo del Ejército ruso; hijo de Karl;
- Peter Clodt von Jürgensburg (1805-1867), destacado escultor ruso, hijo de Karl;
- Konstantin Clodt (1807-1879), el primer ruso grabador de madera, hijo de Karl;
- Mikhail Petrovich Clodt (1835-1914), pintor ruso, miembro de Peredvizhniki; hijo de Pedro;
- Mikhail Konstantínovich Clodt (1832-1902); destacado pintor realista; hijo de Konstantin;
- Elisabeth Järnefelt (née Clodt von Jürgensburg, 1839-1929); hija de Konstantin; madre de Arvid, Eero y Armas Järnefelt, y Aino Sibelius;
- Nikolay Clodt (1865–?) pintor, nieto de Konstantin;
- Yevgeny Clodt (1866-1934), pintor y orfebre, nieto de Konstantin;
- Piotr Mijáilovich Clodt (1903-1942) pintor, hijo de Mikhail Petrovich;